# Renzo Blotta
Renzo Blotta (Comodoro Rivadavia, Provincia del Chubut, 27 de julio de 2000), es un piloto argentino de automovilismo de velocidad. Iniciado en el ámbito de los monoplazas, compitió entre los años 2017 y 2018 en la Fórmula 4 Nueva Generación.
Debutó en turismos en el año 2019, haciendo su presentación en la Clase 2 del Turismo Pista. Compitió en esta categoría hasta el año 2020, pasando luego a competir en la Clase 2 del Turismo Nacional. En esta última categoría, debutó en el año 2021 al comando de un Toyota Etios del equipo GR Competición. Para la temporada 2022, confirmó su incorporación al equipo de Ernesto Bessone II para la Clase 2 del Turismo Nacional, como así también su retorno a la Clase 2 del Turismo Pista, junto al STA Racing.

## Resumen de carrera
| Temporada | Categoría                    | Equipo                   | Automóviles     | Carreras | Victorias | Podios | Poles | VR    | Puntos | Pos.  |
| --------- | ---------------------------- | ------------------------ | --------------- | -------- | --------- | ------ | ----- | ----- | ------ | ----- |
| 2017      | Fórmula 4 Nueva Generación   | AR Competición           | Crespi-Renault  | 19       | 1         | 2      | 0     | 0     | 50.75  | 22.º  |
| 2018      | Fórmula 4 Nueva Generación   | Ayala Sport              | Crespi-Renault  | 16       | 0         | 1      | 0     | 0     | 222.50 | 13.º  |
| 2019      | Clase 2 del Turismo Pista    | Monti Competición        | Chevrolet Corsa | 10       | 1         | 2      | 1     | 1     | 153.00 | 7.º   |
| 2020      | Clase 2 del Turismo Pista    | Monti Competición        | Chevrolet Corsa | 6        | 0         | 1      | 0     | 0     | 126.00 | 3.º   |
| 2021      | Clase 2 del Turismo Nacional | GR Competición           | Toyota Etios    | 12       | 0         | 0      | 0     | 1     | 140.00 | 15.º  |
| 2022      | Clase 2 del Turismo Nacional | Tito Bessone Toyota Team | Toyota Etios    | 9        | 1         | 2      | 2     | 3     | 204.00 | 6.º   |
| 2022      | Clase 2 del Turismo Pista    | STA Racing               | Chevrolet Celta | 2        | 0         | 1      | 0     | 0     | 26.00  | 29.º  |
| 2023      | TC Mouras                    | Giavedoni Sport          | Chevrolet Chevy | 11       | 1         | 3      | 3     | 0     | 38.00  | 26.º  |
| 2023      | Clase 2 del Turismo Nacional | Tito Bessone Toyota Team | Toyota Etios    | 11       | 1         | 3      | 3     | 0     | 272.50 | 2.º   |
| 2023      | Clase 2 del Turismo Pista    | STA Racing               | Chevrolet Celta | 1        | 0         | 0      | 0     | 0     | 1.00   | 68.º  |
| Fuente:   | [ 7 ]                        | [ 7 ]                    | [ 7 ]           | [ 7 ]    | [ 7 ]     | [ 7 ]  | [ 7 ] | [ 7 ] | [ 7 ]  | [ 7 ] |